# Pablo Cáceres Rodríguez
Pablo Cáceres Rodríguez (Montevideo, 22 aprile 1985) è un ex calciatore uruguaiano con passaporto spagnolo, di ruolo difensore.

## Caratteristiche tecniche
Terzino mancino, nasce come difensore centrale. Abile nella corsa, discreto fisicamente. È in grado di muoversi su tutta la fascia, arrivando fino ad un preciso cross grazie anche alla sua tecnica.

## Carriera

### Inizi
Cresce calcisticamente nelle giovanili del Danubio, dove rimane fino al 2005. Dopo alcune stagioni nel settore juniores della squadra uruguagia, a vent'anni si trasferisce nei Paesi Bassi, al Twente. Dopo pochi mesi rescinde il suo contratto a causa del difficile ambientamento e di alcuni limiti tattici.

### Duisburg
Sempre nel 2006 si trasferisce al club tedesco del Duisburg, dove gioca la restante parte della stagione nella squadra riserve, militante nelle serie minori, collezionando in tutto 9 presenze. La stagione seguente viene promosso in prima squadra, e il 5 agosto 2007 fa il suo esordio in Coppa di Germania nel 4-0 contro il Babelsberg. Il 12 agosto successivo debutta in Bundesliga, nel vittorioso 3-1 esterno contro il Borussia Dortmund. Disputa in tutto 18 partite di campionato, con la stagione che si chiude con l'ultima posizione in classifica e la conseguente retrocessione in 2. Fußball-Bundesliga.
Confermato in squadra anche per la stagione 2008-2009, dopo aver collezionato numerose panchine a inizio anno, debutta nella seconda serie tedesca il 12 dicembre, nel pareggio esterno per 1-1 contro il VfL Osnabrück. L'allenatore gli preferisce sempre il neoacquisto Olivier Veigneau nel ruolo di terzino sinistro, e l'uruguayano viene relegato ai margini della squadra, trovando continuità di rendimento solo nelle ultime partite del campionato, contro Ahlen, Kaiserslautern e VfL Osnabrück. A torneo concluso sono 5 le presenze totalizzate dal giocatore.

### Cipro e il ritorno al Danubio
Nel giugno 2009 viene acquistato dai ciprioti dell'Omonia Nicosia; l'esperienza in questo paese è assai breve: il 16 luglio 2009 gioca la sua unica partita con la maglia del trifoglio contro i faroesi del HB Tórshavn, valida per le qualificazioni preliminari all'Europa League 2009-2010. Dopo aver collezionato solo una panchina nel turno successivo contro i romeni del Vaslui, rescinde il suo contratto con la società di Nicosia.
Dopo alcuni mesi di inattività, nei primi giorni del 2010 fa ritorno in patria, nel suo club d'origine, il Danubio. Con La Franja scende in campo il 23 gennaio 2010 contro il Tacuarembó e gioca in tutto 10 partite del Clausura Uruguayano.

### Tigre
Il 13 agosto 2010 viene ceduto a titolo definitivo agli argentini del Tigre, con cui fa il suo esordio in Primera División il 21 marzo, contro il Quilmes. Gioca in tutto 11 partite nel torneo Apertura e 7 nel Clausura.

### Maiorca
Al termine della stagione in Argentina, l'8 luglio 2011 viene ingaggiato dal Maiorca, con cui firma un contratto annuale con opzione di rinnovo per altri due anni. L'inizio della stagione si rivela difficile, complice una lesione di secondo grado agli adduttori che lo costringono a uno stop di oltre due mesi. Scende in campo per la prima volta con la nuova maglia il 20 dicembre, in occasione della vittoria esterna per 2-0 in Coppa del Re contro lo Sporting Gijón. Il 22 gennaio, invece, fa il suo debutto nella Liga Spagnola, nell'incontro vinto di misura in trasferta contro il Rayo Vallecano. Confermato titolare dall'allenatore Joaquín Caparrós, disputa tutte le restanti 28 partite del campionato, e a fine stagione il Maiorca si piazza all'ottavo posto in campionato, con la quarta miglior difesa.

### Torino
Il 1º agosto 2012 il presidente Urbano Cairo annuncia il passaggio dell'uruguagio al Torino, in prestito oneroso con diritto di riscatto dal club cileno del Rangers de Talca, che ne detiene formalmente il cartellino. Dopo una prima parte di stagione ai margini del club, il 13 gennaio 2013 fa il suo esordio in Serie A contro il Siena. Dopo un'altra partita, giocata nell'ultima giornata di campionato contro il Catania (terminata 2-2), a fine stagione il diritto di riscatto non viene esercitato e il giocatore torna al Rangers de Talca.

### Tigre
Dopo un anno di inattività ai margini della squadra cilena, viene acquistato a titolo definitivo dagli argentini del Tigre.

## Statistiche

### Presenze e reti nei club
Statistiche aggiornate al 9 novembre 2014.
| Stagione        | Squadra          | Campionato      | Campionato | Campionato | Coppe nazionali | Coppe nazionali | Coppe nazionali | Coppe continentali | Coppe continentali | Coppe continentali | Altre coppe | Altre coppe | Altre coppe | Totale | Totale |
| Stagione        | Squadra          | Comp            | Pres       | Reti       | Comp            | Pres            | Reti            | Comp               | Pres               | Reti               | Comp        | Pres        | Reti        | Pres   | Reti   |
| --------------- | ---------------- | --------------- | ---------- | ---------- | --------------- | --------------- | --------------- | ------------------ | ------------------ | ------------------ | ----------- | ----------- | ----------- | ------ | ------ |
| 2005            | Danubio          | PD              | 0          | 0          | -               | -               | -               | CL                 | 0                  | 0                  | -           | -           | -           | 0      | 0      |
| 2006            | Danubio          | PD              | 1          | 0          | -               | -               | -               | CL                 | 0                  | 0                  | -           | -           | -           | 1      | 0      |
| 2005-2006       | Twente           | ED              | 0          | 0          | CO              | 0               | 0               | -                  | 0                  | 0                  | -           | -           | -           | 0      | 0      |
| 2006-2007       | Duisburg II      | RL              | 9          | 0          | CG              | 0               | 0               | -                  | -                  | -                  | -           | -           | -           | 9      | 0      |
| 2007-2008       | Duisburg         | BL              | 18         | 0          | CG              | 1               | 0               | -                  | 0                  | 0                  | -           | -           | -           | 19     | 0      |
| 2008-2009       | Duisburg         | 2BL             | 5          | 0          | CG              | 0               | 0               | -                  | 0                  | 0                  | -           | -           | -           | 5      | 0      |
| Totale Duisburg | Totale Duisburg  | Totale Duisburg | 23         | 0          |                 | 1               | 0               |                    |                    |                    |             |             |             | 24     | 0      |
| 2009-2010       | Omonia           | DA              | 0          | 0          | CC              | 0               | 0               | UEL                | 1                  | 0                  | -           | -           | -           | 1      | 0      |
| 2009-2010       | Danubio          | PD              | 10         | 0          | -               | -               | -               | CL                 | 0                  | 0                  | -           | -           | -           | 10     | 0      |
| Totale Danubio  | Totale Danubio   | Totale Danubio  | 11         | 0          |                 | 0               | 0               |                    | 0                  | 0                  |             |             |             | 11     | 0      |
| 2010-2011       | Tigre            | PD              | 18         | 0          | -               | -               | -               | CL                 | 0                  | 0                  | -           | -           | -           | 18     | 0      |
| 2011-2012       | Mallorca         | PD              | 28         | 0          | CR              | 3               | 0               | -                  | 0                  | 0                  | -           | -           | -           | 31     | 0      |
| 2011-2012       | Rangers de Talca | PD              | 0          | 0          |                 | 0               | 0               |                    | 0                  | 0                  |             | -           | -           | 0      | 0      |
| 2012-2013       | Torino           | A               | 2          | 0          | CI              | 0               | 0               |                    | -                  | -                  |             | -           | -           | 2      | 0      |
| 2013-2014       | Rangers de Talca | PD              | 0          | 0          |                 | 0               | 0               |                    | 0                  | 0                  |             | -           | -           | 0      | 0      |
| 2014-2015       | Tigre            | PD              | 12         | 0          | -               | -               | -               | CL                 | 0                  | 0                  | -           | -           | -           | 12     | 0      |
| Totale carriera | Totale carriera  | Totale carriera | 103        | 0          |                 | 4               | 0               |                    | 1                  | 0                  |             |             |             | 108    | 0      |